# 中国民主党 (中華人民共和国)
中国民主党（ちゅうごくみんしゅとう）は、六四天安門事件後の中国大陸で中華人民共和国民政部に政党登録の申請を行った唯一の中国民主化運動組織。中国では特別行政区も含めて非合法的な存在であり、中国国内の関係者は身元が割れ次第中国当局によって適宜摘発を受けている。一部の関係者は亡命先の国外で活動を続けているが、各地で個別に活動しており統一的な組織とはなっていない。

## 綱領
中国民主党の目的：「一党独裁体制を終わらせ、民主政府を樹立する」
中国民主党の政治計画の12条：
1. 憲法に則り、共産党の一党独裁政治を終わらせる
2. オープンパーティーの禁止と人々の結社の自由の復活
3. 新聞の禁止を解除し、人々の自由な発言を保証する
4. 国民に返還され、私有財産は侵害されない
5. 選出された政府、あらゆるレベルの市民の直接選挙
6. 司法の独立、干渉、干渉を防ぐための防衛力及び資金の確保
7. 軍は国有であり、兵士は政治に介入することはできない
8. 農業改革、農民を民間農業に戻す
9. 世帯登録の取り消し、平等な市民権
10. 義務教育、小中学生は完全無料
11. 社会福祉、男性、女性、子供の平等
12. 国家自治、信仰の自由の尊重

## 結党申請と瓦解
1998年6月、アメリカのビル・クリントン大統領が訪中（6月25日～7月3日）するのに合わせ、当時、中国国内にいた民主化運動の活動家たちは中国民主党の設立準備を秘密裏に始めた。
6月25日、六四天安門事件の関係者である王有才、王東海らによって浙江省で最初の党設立準備委員会が組織され、浙江省にある民政部当局に政党登録の申請を行った。同様の動きは北京市、上海市、山東省、湖北省、湖北省、遼寧省、四川省などにも拡大したが、アメリカ大統領が訪中している最中だっため、中国当局は米中関係の悪化を恐れて積極的に民主党関係者を弾圧する決断ができなかった。そのため、当局は中国民主党の政党登録申請を受理し、詳細な資料に対する表面上の諮問を行った。
1998年7月3日にクリントンが離中すると、中国当局は政党の登録承認を拒否して中国民主党に対する弾圧を開始した。7月9日に王有才が中国警察に身柄を拘束されたのを皮切りに、中国民主党の結党関係者が相次いで逮捕され、各地の党設立準備委員会も瓦解した。また、同年11月6日には北京で徐文立が突如として「中国民主党京津地区党部」（北京、天津地域の党支部）の樹立を宣言したが、11月30日に逮捕されて組織が瓦解している。一連の弾圧は江沢民総書記（当時の最高指導者）の強い関心によるものであった。江沢民は中国民主党の樹立を中国共産党が党の指導性を有する社会主義体制への挑戦と捉え、このような試みを徹底的に潰す必要があると考えていたのである。
関係者の裁判は同年中に始められ、12月21日から徐文立、王有才といった主力構成員に国家転覆の嫌疑で懲役の有罪判決が下され、最終的には数百人の中国民主党構成員が逮捕・有罪となった。ただ、1998年の弾圧後も中国民主党を中国大陸で組織しようとする動きは断続的に続いており、2007年、2008年、2009年、2010年にそれぞれ中国民主党の活動に関わった嫌疑で有罪判決を受けた者が出ている。

## 中国国外での活動と分裂
中国国外での活動は、中国民主党の関係者が2004年12月3日に「中国民主党海外流亡総部」を設立したことから本格化した。ただ、中国から多数の中国民主党関係者が出国したものの、中国民主化運動への関わり方や個人の哲学の変化によって関係者の意見は分かれており、「党中央」を名乗る組織が複数並立している。これらの組織は相互の関わり合いが希薄で、中国民主化運動に対する協調が取れていない。2016年時点で存在が確認できる中国民主党の「中央指導組織」は下記の通りである。
1. 中国民主党美国总部（代表：劉東星）
2. 中国民主党世界同盟（代表：王軍）
3. 中国民主党网络阵线（代表：？）
4. 中国民主党总部（代表：謝万軍）
5. 中国民主党全国联合总部（代表：徐文立）※中国民主党海外流亡総部の後継組織
6. 中国民主党全国委员会（共同代表：王有才、王軍涛）※2010年4月に中国民主党全国委員会を開催して中国民主党の再建を宣言した組織